# 内水面漁場管理委員会
内水面漁場管理委員会（ないすいめんぎょじょうかんりいいんかい）は、都道府県に置かれる行政委員会である。

## 法的根拠
地方自治法のほか、漁業法に規定されている。

## 委員会
内水面漁場管理委員会は、原則として10人の委員で組織され、委員は、当該都道府県の区域内に存する内水面において漁業を営む者を代表すると認められる者、該当内水面において水産動植物の採捕を営む者を代表すると認められる者及び学識経験者の内から都道府県知事が選任したものを充てる。委員の任期は4年。

## 職務
内水面漁場管理委員会の職務は、別に法律(漁業法)の定めるところにより、内水面(川・湖沼など)における漁業調整のため必要な指示その他の事務を行う(地方自治法第202条の2第5項)ことである。